# ذي جعار (النادرة)

تعديل مصدري - تعديل

ذي جعار محلة تابعة لقرية دادة، التابعة لعزلة عمقة بمديرية النادرة إحدى مديريات محافظة إب في الجمهورية اليمنية، بلغ تعداد سكانها 133 حسب تعداد اليمن لعام 2004.